# Hang Franchthi
Hang Franchthi hay hang Frankhthi ((tiếng Hy Lạp: Σπήλαιον Φράγχθη)) là một hang động nhìn ra vịnh Argolic đối diện ngôi làng Koilada ở đông nam đảo Argolis, Hy Lạp.
Hang động này có người ở từ thời kỳ Paleolithic phía trên khoảng 38.000 BCE (và có thể sớm hơn)  thông qua thời kỳ thạch thất và đá thạch anh, với những giai đoạn ngắn về sự từ bỏ rõ ràng. Lần gần đây nhất hang có người ở là khoảng 3.000 TCN (Cuối Neolithic), đây là một trong số ít các khu định cư trên thế giới cho thấy sự chiếm đóng của con người liên tục trong một khoảng thời gian dài như vậy và là một trong những địa điểm nghiên cứu kỹ lưỡng nhất từ thời kỳ đá ở Đông Nam bộ Châu Âu.

## Lịch sử khai quật
Giáo sư T.W. Jacobsen, Giáo sư về Khảo cổ học Cổ điển và Nghiên cứu Cổ điển tại Đại học Indiana, đã bắt đầu cuộc khai quật tại Động Franchthi năm 1967. Cuộc đào chỉ nhằm mục đích tạm thời chiếm Jacobsen và nhà nghiên cứu của ông, M.H. Jameson, trong một mùa giải ngắn, trong khi chờ đợi các vấn đề về sử dụng đất được giải quyết tại một địa điểm gần đó. Nhưng nó nhanh chóng trở nên rõ ràng rằng hang động Franchthi là quan trọng hơn họ đã lường trước. Việc khai quật, được giám sát bởi Jacobsen, sẽ tiếp tục trong gần một thập kỷ, kết thúc vào năm 1976. Kể từ đó, nhiều học giả đã khám phá những khám phá sâu rộng.

## Paleolithic
Trong suốt lịch sử của nó, Franchthi đã nằm xa bờ biển nhiều hơn hiện nay, do mực nước biển dâng đã tăng lên 400 ft. Vì vậy, cư dân của nó nhìn ra trên một đồng bằng ven biển đã được chầm chậm chìm trong quá trình nghề nghiệp của họ.